# Gotšalk II. Lonski
Gotšalk II. Lonski (včasih tudi Loenski ali Loonski) (* ???, † po 1192 ) je bil grof v grofiji Lohn, katerega ozemlje se je do padca leta 1316 raztezalo čez Westmünsterland in dele regije Achterhoek v provinci Gelderland. Prebival je na gradu Lohn v današnjem mestu Stadtlohn, ki je bil središče grofije.

## Življenje
Gotšalkov oče je bil Gerhard II. Lonski, o njegovi materi pa ni zanesljivih podatkov. Gotšalkovi  potomci so Gerhard III. Lonski, ki ga je nasledil kot grof, ter Janez Bredevoortski in Herman Bredevoortski. 

### Konflikt z Münsterskim škofom
Gotšalk si je prizadeval ohraniti in še razširiti neodvisnost svoje grofije od močnih cerkvenih fevdalcev na zahodu in vzhodu, škofov v Münstru in Utrechtu. Njegova nesramežljiva ozemeljska politika ga je pripeljala v konflikt z münsterskim škofom, ki je grofom Lonskim podelil v fevd grad Lohn , ki je bil zgrajen pod škofom Wernerjem Steußlingenskim (1132–1151). Wernerjev naslednik Friderik II. Areški je leta 1152 prisilil Gotšalka k poravnavi. Gotšalk je domnevno uporabil svoje grofovske pravice, tako da si je prilastil  v župnijah Lon (s podružnično cerkvijo Südlohn), Winterswijk, Aalten, Varsseveld (s  Silvolde), Zelhem in Hengelo  opravljanje funkcije visokega sodstva. Čeprav so bile te župnije del grofije Lohn, so bile pravno podrejene Veliki deželnemu sodišču pri Hombornu, ki se je sestajalo ob vznožju grebena Die Berge med Gemnom in Ramsdorfom.  Gotšalk je zahteval tudi grad Lohn, ne da bi obnovil svojo fevdno prisego (obljubo) škofu, ki je bil pravkar postavljen na položaj. Friderik je Gotšalka dosmrtno imenoval za kastelana (gradiščana), ki je smel še naprej bivati na gradu Lohn. Od takrat je grad moral biti odprtih vrat za münstrske škofe. Gotšalku je bilo dovoljeno izvajati jurisdikcijo le v imenu in za račun škofa.  To je pomenilo začetek širjenja knezoškofijske oblasti na področju visokega ali krvnega sodstva.  Poleg tega je Gotšalk obdržal gozdarsko jurisdikcijo nad Liesnerwaldom, ki mu je bil prav tako podeljen v fevd severovzhodno od Stadtlohna. Gospodje Lonski so smeli vsako leto upleniti dva jelena, dve košuti, enega merjasca in enega divjega prašiča. 

## Družina in otroci
Gotšalk II. Lonski  je bil poročen z žensko, katere ime ni znano iz rodbine plemičev Bredevoortskih. V zakonu so se me rodili trije sinovi:
- Gerhard III. Lonski  (* okoli 1139) naslednik
- Janez Bredevoortski  (* okoli 1140)
- Herman Bredevoortski  (* okoli 1146)

## Spletne povezave
- Lonski pri Germania Sacra
- Digitalna kopija Grofje Lonski